# 科洛克角
科洛克角（英語：Koloc Point）是南極洲的海岬，位於瑪麗伯德地的沃爾格林海岸，處於熊號半島北端，美國地質調查局根據美國海軍拍攝的空中照片繪入地圖，現時由南極條約體系管理。